# Годов Михайло Прокопович
Миха́йло Проко́пович Годов (1896 , Адампіль, Качанівська волость, Літинський повіт, Подільська губернія, Російська імперія  — невідомо ) — український радянський діяч, голова виконавчого комітету Вінницької обласної ради депутатів трудящих.

## Біографія
Народився 1896 року в селі Адампіль, тепер Старосинявський район, Хмельницька область, Україна.
У 1918–1921 роках — у Червоній армії, учасник Громадянської війни в Росії.
Член РКП(б) з 1919 року.
До серпня 1938 року — завідувач радянсько-торгового відділу Вінницького обласного комітету КП(б)У.
У серпні 1938 — січні 1940 року — виконувач обов'язків голови виконавчого комітету Вінницької обласної ради депутатів трудящих. У січні 1940–1941 року — голова виконавчого комітету Вінницької обласної ради депутатів трудящих.
З жовтня 1941 року — у Червоній армії, учасник німецько-радянської війни. У 1941–1943 роках — член оперативної групи при Військових радах Південного, Сталінградського і Воронезького (з 1943 року) фронтів.
У 1944 (затверджений в липні 1944) — липні 1945 року — голова виконавчого комітету Вінницької обласної ради депутатів трудящих.
Потім перебував на відповідальній господарській роботі.

## Військові звання
- Батальйонний комісар

## Нагороди
- орден Вітчизняної війни ІІ ст.
- орден Трудового Червоного Прапора (7.02.1939)
- орден Червоної Зірки (26.08.1943)
- медаль «За оборону Сталінграда»
- медаль «За перемогу над Німеччиною у Великій Вітчизняній війні 1941—1945 рр.» (1945)
- медалі